# Pelsochamops
A Pelsochamops a Chamopsiid gyíkok egy kihalt neme. Egyetlen ismert faja a P. infrequens, ami a magyarországi santoni korú Csehbánya formációból ismert. A Magyar Dinoszaurusz Kutató Expedíció munkatársai egy részleges állkapocs és maxilla töredékek alapján írták le. Ez az első ismert chamopsiid gyík Európában, a többit Észak-Amerikában találták.

## Fordítás
Ez a szócikk részben vagy egészben  a   Pelsochamops című angol Wikipédia-szócikk ezen változatának fordításán alapul.  Az eredeti cikk szerkesztőit annak laptörténete sorolja fel. Ez a jelzés csupán a megfogalmazás eredetét és a szerzői jogokat jelzi, nem szolgál a cikkben szereplő információk forrásmegjelöléseként.